# Mojca Sagmeister
Mojca Sagmeister, slovenska plavalka, * 6. marec 1996, Slovenj Gradec.
Mojca Sagmeister je za Slovenijo nastopila na plavalnem delu Poletnih olimpijskih iger 2012 v Londonu, kjer je v štafeti 4x200 m prosto osvojila dvanajsto mesto in v disciplini 400 m prosto dvaintrideseto mesto. Na Evropskem prvenstvu 2012 v Debrecenu je v isti disciplini osvojila bronasto medaljo.